# SWIF
SWIF è l'acronimo per Sito Web Italiano per la Filosofia. Fondato nel 1995 da Mauro Di Giandomenico e Luciano Floridi, che ne sono stati direttori, è stato sostenuto dal Seminario di Storia della Scienza e dal Laboratorio di Epistemologia Informatica dell'Università degli Studi di Bari.
Dotato fin dal 1997 di un proprio identificativo ISSN (1126-4780) e riconosciuto dal Ministero dell'Istruzione, dell'Università e della Ricerca (MIUR) come rivista scientifica, lo SWIF è stato, fino al 2008, il portale web di riferimento per la filosofia in Italia.
L'avvio, nel 2002, del progetto Bibliotec@SWIF ha segnato il passaggio da portale a content provider.
Tra il 2005 e il 2008, lo SWIF è stato un editore di strumenti e contenuti in formato di digitale, ha pubblicato e ospitato riviste elettroniche di rilievo nazionale e internazionale, e-book e altre risorse online (quali FOLDOP - Free On-line Dictionary of Philosophy e TFO - Tesi Filosofiche Online, il database italiano delle tesi di argomento filosofico). Inoltre, lo SWIF ha ospitato regolarmente corsi e seminari online di filosofia. Tutti i materiali offerti dallo SWIF sono sempre stati gratuiti e il lavoro redazionale è stato interamente basato sull'opera di volontari.
A partire dal 1º luglio 2008, il progetto SWIF è stato archiviato.